# Quận Mahoning, Ohio
Quận Mahoning là một quận thuộc tiểu bang Ohio, Hoa Kỳ. Quận lỵ đóng ở , Ohio6. Dân số theo điều tra năm 2000 của Cục điều tra dân số Hoa Kỳ là 228614 người. Quận lỵ và thành phố lớn nhất là Youngstown.Quận được đặt tên theo sông Mahoning và được thành lập ngày 1 tháng 3 năm 1846; quận thứ 83 ở Ohio.Cho đến năm 1846, khu vực ngày nay là Quận Mahoning là một phần của các quận Trumbull và Columbiana, khi các quận trong khu vực được xác định lại và Quận Mahoning nổi lên thành một quận mới.Quận Mahoning là một phần của Khu vực thống kê đô thị Youngstown–Warren, OH

## Địa lý
Theo Cục điều tra dân số Hoa Kỳ, quận này có diện tích km2, trong đó có km2 là diện tích mặt nước.